# Jaroslav Sadílek (krasobruslař)
Jaroslav Sadílek (28. dubna 1914 – 6. února 1993, Göteborg) byl československý krasobruslař.
Na Zimních olympijských hrách 1936 skončil v závodě jednotlivců na 24. místě. O rok později byl devátý na mistrovství Evropy v Praze a jedenáctý na mistrovství světa. Ještě v roce 1947 startoval s Evou Doušovou v kategorii sportovních dvojic na mistrovství Evropy 1947 v Davosu, kde obsadili desáté místo.
Později působil jako trenér, mimo jiné přispěl k výkonnostnímu růstu Hany Maškové před tím, než ji převzala Míla Nováková.